# 北楚迈尔卡
北楚迈尔卡（希臘語：Βόρεια Τζουμέρκα）是希腊伊庇鲁斯大区约阿尼纳专区的市镇，行政中心为普拉曼达村。市镇面积为358.33平方公里，2021年人口数量为5,058人。
此市镇设立于2011年地方政府改革中，由原7个市镇合并而成，原市镇则成为此市镇的7个市区。